# John Colicos
John Colicos (* 10. Dezember 1928 in Toronto, Ontario; † 6. März 2000 ebenda) war ein kanadischer Schauspieler.

## Leben
John Colicos begann seine Schauspiellaufbahn als Bühnendarsteller und wurde für seine Rollen in Shakespeare-Stücken hochgelobt. 1951 war er mit nur 22 Jahren der jüngste König Lear-Darsteller am Old Vic Theatre in London.  1964 erhielt er großen Zuspruch für seine Interpretation des König Lear auf dem Stratford Festival in Kanada. Auch seine Darstellung von Winston Churchill in englischsprachigen Produktionen des Stücks Soldaten von Rolf Hochhuth in London und New York City erhielt positive Kritiken.
Im Verlauf seiner späteren Karriere in Film und Fernsehen wurde Colicos besonders häufig als Schurke und Antagonist besetzt. Bereits 1950 hatte er seinen ersten Film Forbidden Journey gedreht, doch seine erste bedeutendere Filmrolle hatte er 1969 in dem Film Königin für tausend Tage mit Richard Burton und Geneviève Bujold.
Der klingonische Commander Kor in Raumschiff Enterprise und erneut in Star Trek: Deep Space Nine, mit der er 1967 der erste Klingonen-Darsteller im Star-Trek-Franchise wurde, ist wohl eine seiner bekanntesten Fernsehrollen. Außerdem spielte Colicos den verräterischen Graf Baltar in Kampfstern Galactica neben Lorne Greene sowie als Petros Cassadine bzw. Mikkos Cassadine in General Hospital. Daneben war er Gaststar in Dutzenden von Fernsehserien.
Colicos war von 1956 bis 1981 mit Mona McHenry verheiratet und Vater von zwei Söhnen. Er starb im Jahr 2000 nach mehreren Herzinfarkten.

## Filmografie (Auswahl)
- 1950: Forbidden Journey
- 1956: Jaguar packt zu (Passport to Treason)
- 1957: Rebell der roten Berge (War Drums)
- 1965: Preston & Preston (The Defenders, Fernsehserie, 2 Folgen)
- 1967: Raumschiff Enterprise (Star Trek; Fernsehserie, Folge Errand of Mercy)
- 1969: Königin für tausend Tage (Anne of the Thousand Days)
- 1971: Im Morgengrauen brach die Hölle los (Raid on Rommel)
- 1972: Zum Teufel mit Hosianna (The Wrath of God)
- 1972, 1975: Polizeiarzt Simon Lark (Police Surgeon, Fernsehserie, 2 Folgen)
- 1973: Scorpio, der Killer (Scorpio)
- 1976: Quincy (Fernsehserie, Folge Acht Jahre auf Eis)
- 1976: Die Sklavenhölle der Mandingos (Drum)
- 1978: König Salomons Schatz (King Solomon's Treasure)
- 1978: Der 6-Millionen-Dollar-Mann (The Six Million Dollar Man, Fernsehserie, Folge Allianz der Feinde)
- 1978–1980: Kampfstern Galactica (Battlestar Galactica; Fernsehserie, 14 Folgen)
- 1979: Drei Engel für Charlie (Charlie’s Angels, Fernsehserie, Folge Ein Engel in Gefahr)
- 1980: Das Grauen (The Changeling)
- 1980: Phobia
- 1981: Wenn der Postmann zweimal klingelt (The Postman Always Rings Twice)
- 1981–1985 General Hospital (Fernsehserie, 30 Folgen)
- 1984: Kampf um Yellow Rose (The Yellow Rose) (Fernsehserie, 1 Folge)
- 1987: Die Unbarmherzigen (Nowhere to Hide)
- 1987, 1988: Nachtstreife (Night Heat, Fernsehserie, 2 Folgen)
- 1994–1998: Star Trek: Deep Space Nine (Fernsehserie, 3 Folgen)
- 1995: Running Out – Countdown des Todes (No Contest)